# Pa' que se acabe la vaina
Pa' que se acabe la vaina es un ensayo del escritor colombiano William Ospina en el cual este autor pregunta por la realidad colombiana, reanudando los interrogantes que ha planteado anteriormente en algunas de sus obras. El autor analiza, a su modo y manera, las características particulares de Colombia enfocándose en la crítica a la dirigencia política y las visiones que estancan la construcción de un proyecto nacional en el país. La primera edición es de noviembre de 2013.

## Sinopsis
En este ensayo William Ospina retoma las ideas que ya había planteado en obras como ¿Dónde está la franja amarilla?; pero esta vez con mayor detenimiento debido a la urgencia con la que se debe atender la realidad nacional colombiana. Pero al mismo tiempo, es un ensayo en el que el escritor dice su propia versión de la tragicomedia colombiana: "Cada colombiano tiene que decir su verdad. Y sólo cuando toda verdad pueda ser dicha, cuando dejemos de estar encerrados en la verdad ajena, aprenderemos otra vez a polemizar sin matarnos, y le habremos dado sentido al grito musical de Emiliano Zuleta que recorre a Colombia hace setenta años y que le da su nombre a este libro."
William Ospina usa palabras fuertes en ‘Pa que se acabe la vaina’, dice nombres propios y no cesa de señalar a una dirigencia "mezquina y sin grandeza", a un "estado delincuente", a un "estado inhumano", al discurso egoísta e irresponsable de "la espada y de la cruz": "el modo como se fue gestando la catástrofe" 